# Indio (Texas)
Indio es un lugar designado por el censo ubicado en el condado de Starr en el estado estadounidense de Texas. En el Censo de 2010 tenía una población de 50 habitantes y una densidad poblacional de 67,5 personas por km².

## Geografía
Indio se encuentra ubicado en las coordenadas 26°32′56″N 99°5′45″O / 26.54889, -99.09583. Según la Oficina del Censo de los Estados Unidos, Indio tiene una superficie total de 0.74 km², de la cual 0.74 km² corresponden a tierra firme y (0%) 0 km² es agua.

## Demografía
Según el censo de 2010, había 50 personas residiendo en Indio. La densidad de población era de 67,5 hab./km². De los 50 habitantes, Indio estaba compuesto por el 100% blancos, el 0% eran afroamericanos, el 0% eran amerindios, el 0% eran asiáticos, el 0% eran isleños del Pacífico, el 0% eran de otras razas y el 0% pertenecían a dos o más razas. Del total de la población el 98% eran hispanos o latinos de cualquier raza.